# Список українських ракет-носіїв
Спи́сок украї́нських раке́т-носії́в — перелік всіх ракет-носіїв українського виробництва, завдяки яким на орбіту Землі було виведено сотні супутників різного призначення.

## Список українських ракет-носіїв
| #  | Сімейство ракет | Назва                 | Виробник          | Перший запуск                     | Висота, м. | Маса, кг. | Вантаж, кг | Ступенів | Вартість | Кількість запусків       | Вдалі запуски | Невдалі запуски |
| -- | --------------- | --------------------- | ----------------- | --------------------------------- | ---------- | --------- | ---------- | -------- | -------- | ------------------------ | ------------- | --------------- |
| I  | Зеніт           | Всього:               | Всього:           | Всього:                           | Всього:    | Всього:   | Всього:    | Всього:  | Всього:  | 84                       | 71            | 13              |
| 1  | Зеніт           | Зеніт-2               | Південмаш         | 13 квітня 1985                    | 57,0       | 460 000   | 13 740     | 2        | н.д.     | 36                       | 29            | 7               |
| 2  | Зеніт           | Зеніт-3SL             | Південмаш         | 28 березня 1999                   | 59,6       | 462 200   | 6 060      | 3        | н.д.     | 36                       | 30            | 6               |
| 3  | Зеніт           | Зеніт 2M (Зеніт 2SLБ) | Південмаш         | 29 червня 2007                    | 57,35      | 458 900   | 12 030     | 2        | н.д.     | 2                        | 2             | 0               |
| 4  | Зеніт           | Зеніт-3SLБ            | Південмаш         | 28 квітня 2008                    | 59,6       | 471 000   | 3 750      | 3        | н.д.     | 6                        | 6             | 0               |
| 5  | Зеніт           | Зеніт-3SLБФ           | Південмаш         | 20 січня 2011                     | 59,6       | 471 000   | 3 750      | 3        | н.д.     | 4                        | 4             | 0               |
| II | Р-36            | Всього:               | Всього:           | Всього:                           | Всього:    | Всього:   | Всього:    | Всього:  | Всього:  | 250 (після 1991 р. — 42) | 241           | 9               |
| 5  | Р-36            | Циклон-2              | Південмаш         | 1963                              | 39,7       | 182 000   | 2 820      | 2        | н.д.     | 106 (після 1991 р. — 14) | 105           | 1               |
| 6  | Р-36            | Циклон-3              | Південмаш         | 1977                              | 39,27      | 187 000   | 4 000      | 3        | н.д.     | 122 (після 1991 р. — 28) | 115           | 7               |
| 7  | Р-36            | Циклон-4              | Південмаш         | Не відбувся                       | 40,19      | 192 480   | 5 685      | 3        | н.д.     | -                        | -             | -               |
| 8  | Р-36            | Циклон-4М             | Південмаш         | Планується на другу половину 2022 | 38,7       | 274 700   | 5 000      | 2        | 23 млн $ | -                        | -             | -               |
| 9  | Р-36            | Дніпро                | Південмаш         | 1999                              | 34,3       | 211 000   | 4 500      | 3        | 29 млн $ | 22                       | 21            | 1               |
|    | Інші            |                       |                   |                                   |            |           |            |          |          |                          |               |                 |
| 10 |                 | Антарес               | OSC Південмаш     | 2013                              | 40,5       | 329 000   | 7 000      | 2-3      | 85 млн $ | 3                        | 3             | 0               |
| 11 |                 | Вега                  | Avio Південмаш    | 2012                              | 30,0       | 137 000   | 1 500      |          | 37 млн $ | 6                        | 6             | 0               |
| 12 |                 | Скайрора XL           | Skyrora Limited   | 2023                              | н.д.       | н.д.      | н.д.       | н.д.     | н.д.     | -                        | -             | -               |
| 13 |                 | Файрфлай Альфа        | Firefly Aerospace | Планується на другий квартал 2020 | 29,0       | 54 000    | 1 000      | 2        | 10 млн $ | -                        | -             | -               |

## Галерея

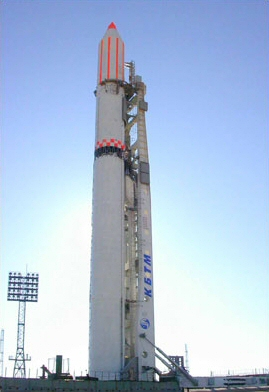
Зеніт-2, на стартовому майданчику.
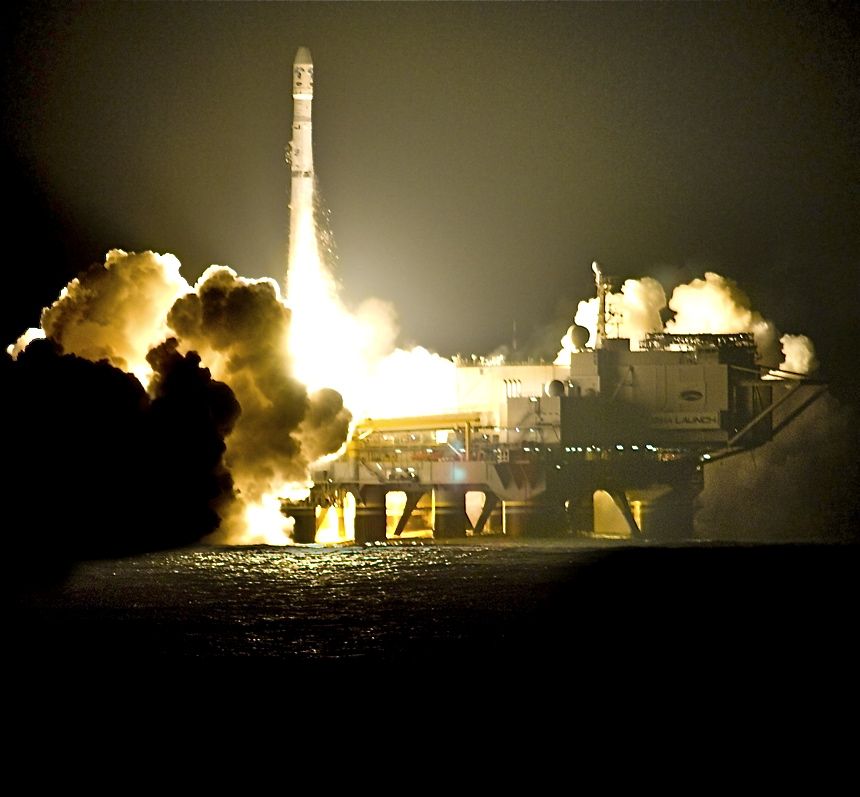
Зеніт 3SL, єдина ракета в світі що стартувала з "Морського старту"
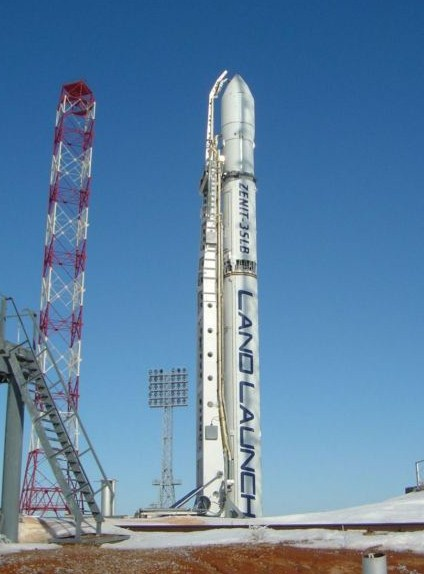
Зеніт 3-SLБ на стартовому майданчику
Українська ракета Зеніт-3SLБФ на стартовому майданчику
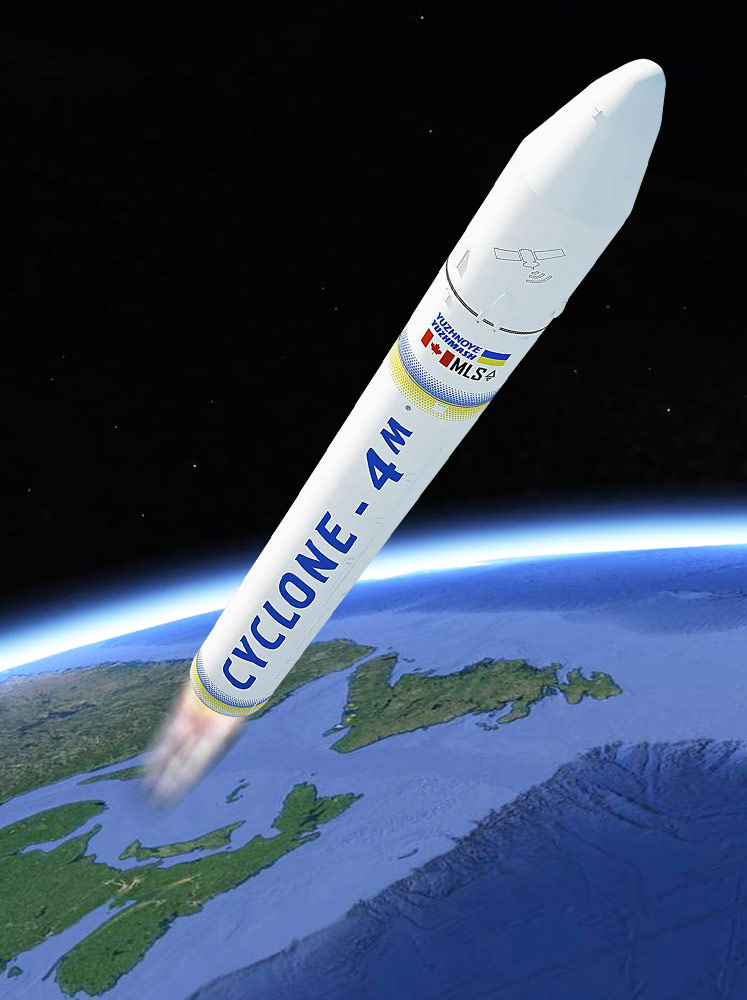
Малюнок нової української ракети Циклон 4М.
Firefly Alpha - українсько-американська ракетоносій, приватної компанії Firefly Aerospace.
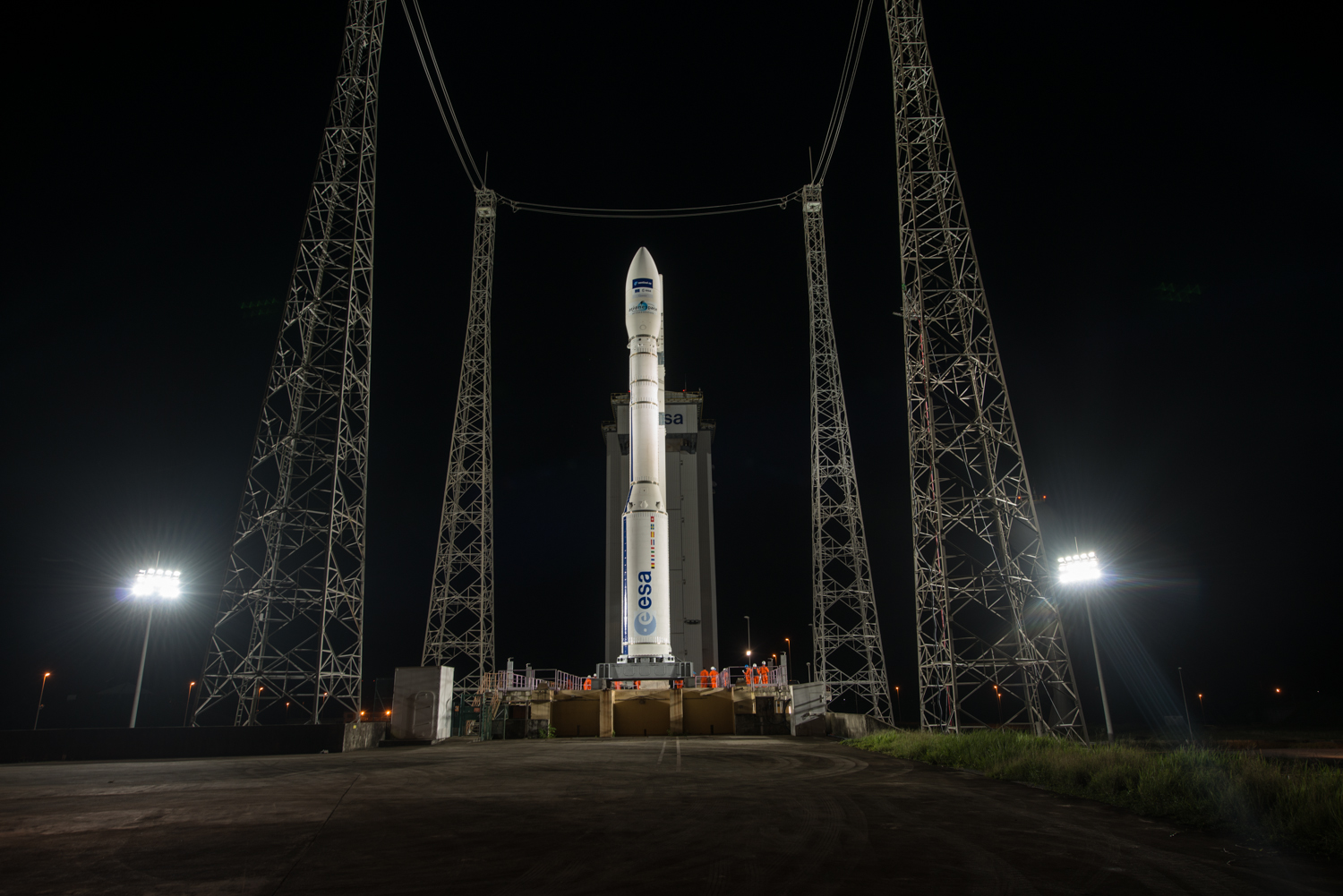
Vega на стартовому майданчику, європейська ракета що була створена за участі Південмашу.
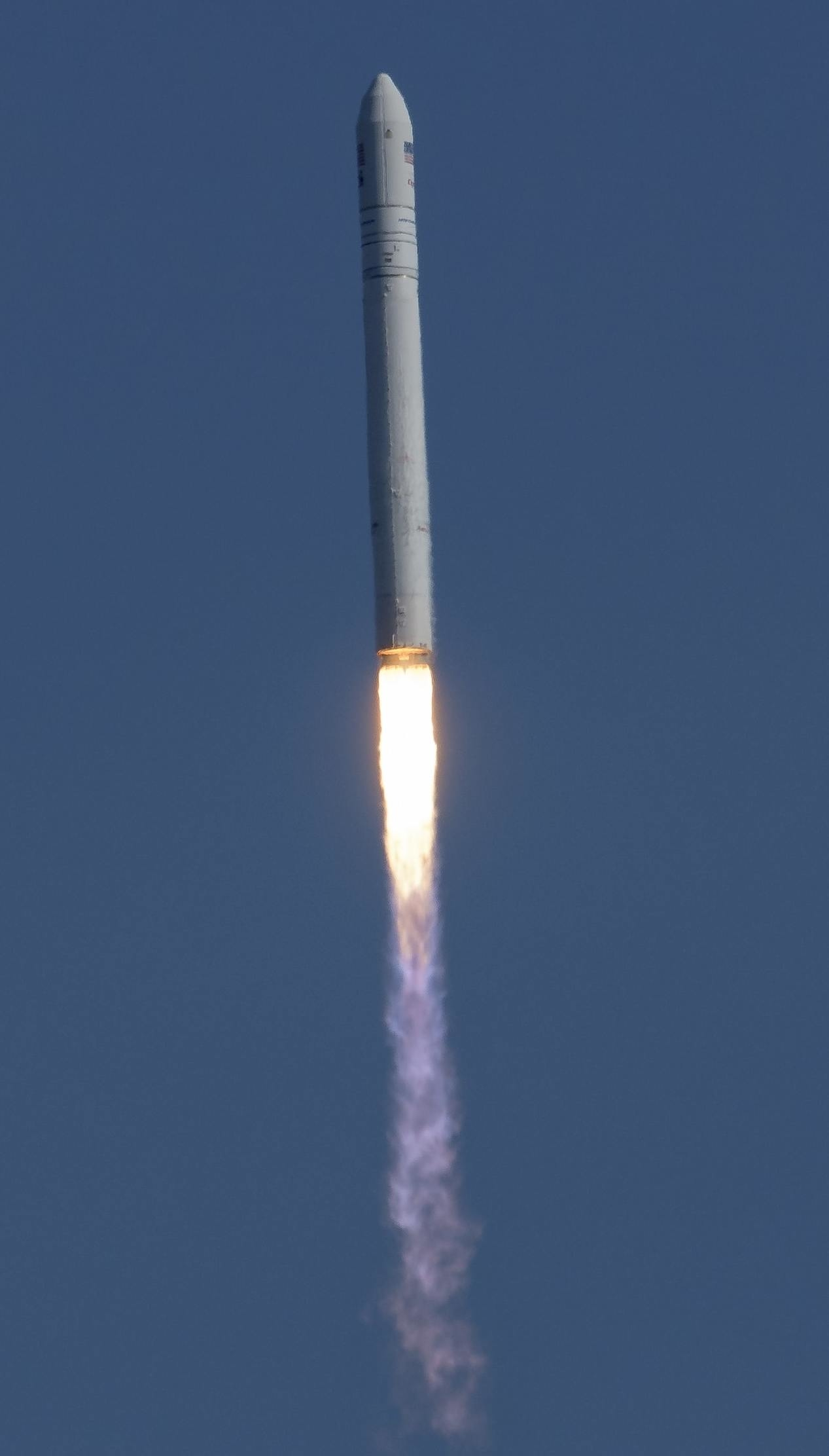
Американська ракета Антарес, що була створена за участі Південмашу.